# DDR-Museum Thale

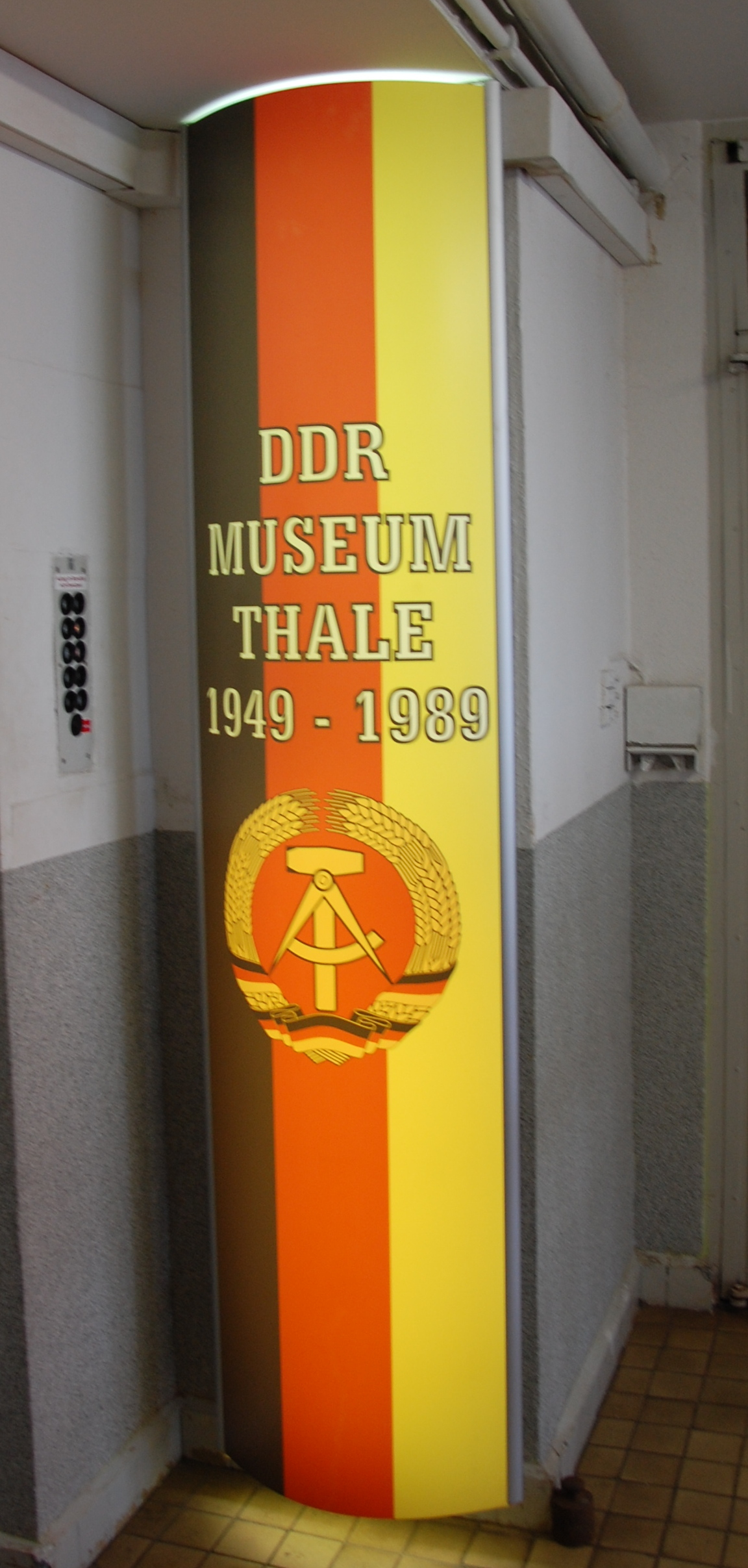
DDR-Museum Thale

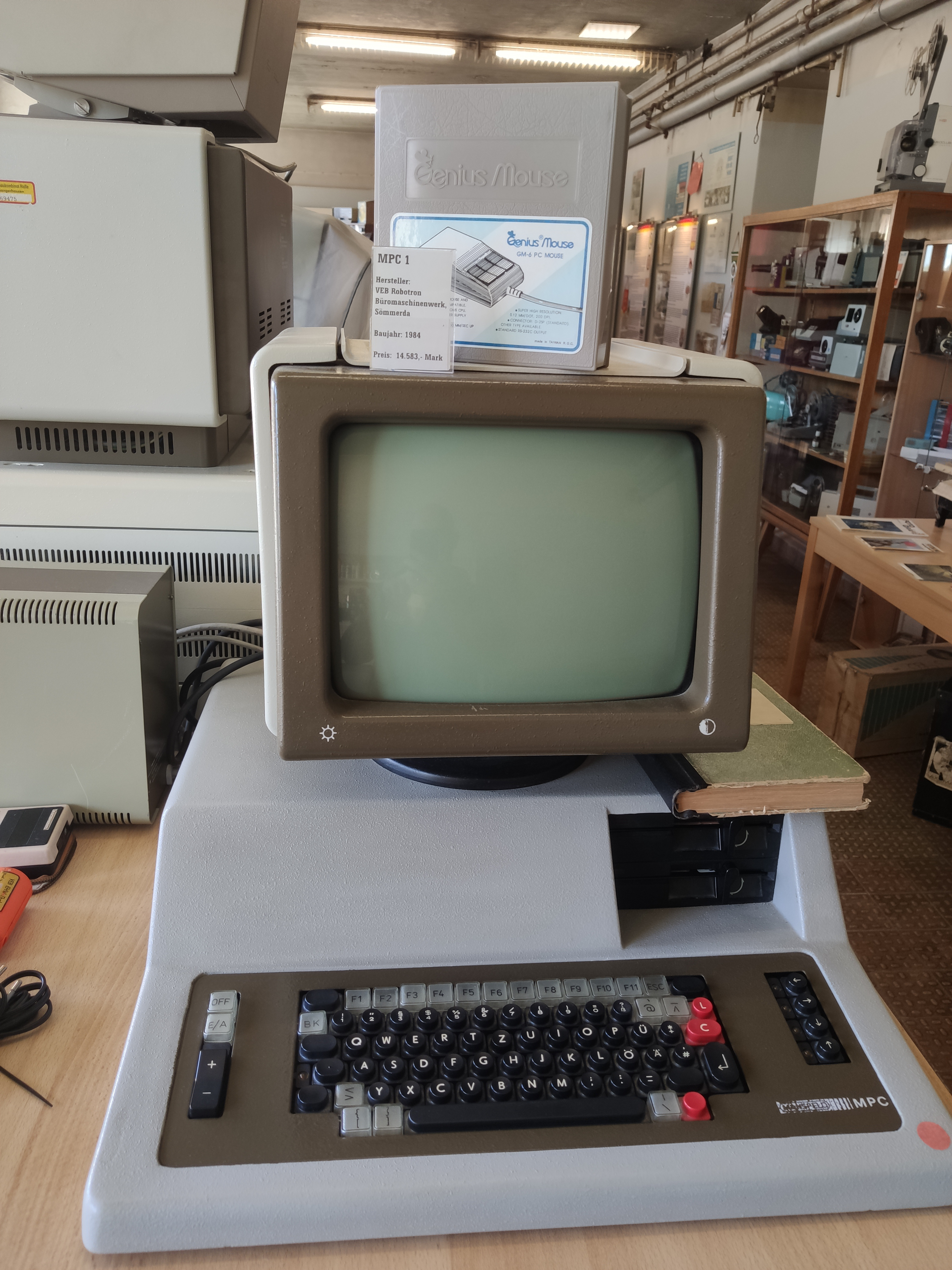
8-bit Computer Mansfeld MPC im DDR-Museum Thale

Das DDR-Museum Thale ist ein Museum in Thale in Sachsen-Anhalt. Die Ausstellung widmet sich vor allem der Wohn- und Alltagskultur in der DDR.

## Lage
Es befindet sich in Thale in der sechsten Etage eines 1973 errichteten DDR-Verwaltungsgebäudes in der Steinbachstraße 5a.

## Ausstellung
Die Ausstellung des privat betriebenen Museums behandelt die Zeit von der Gründung der DDR im Jahr 1949 bis zu ihrem Ende mit der Deutschen Wiedervereinigung 1990. Die 14 Ausstellungsräume sind entlang eines langen Flures angeordnet, der als Zeitstrahl der DDR-Geschichte gestaltet ist. Fünf Ausstellungsräume sind den 1950 und 1960er Jahren gewidmet und befassen sich mit den Themen Kriegsflüchtlinge/Vertriebene, Staatssicherheit, Küchen-, Schlafzimmer- und Wohnzimmereinrichtungen. Weitere vier Räume präsentieren Wohnzimmer, Küchen und Schlafzimmer aus den 1960er und 1970er Jahren, sowie das Heimwerken dieser Zeit. Ein großer Raum stellt Wohnzimmer- und Kücheneinrichtungen sowie Spiele der 1970er und 1980er aus. Ein Raum ist der Wende und friedlichen Revolution in der DDR gewidmet.
Drei Ausstellungsräume widmen sich zeitübergreifend speziellen Themen. Dort finden sich Ausstellungen zu Parteien und Massenorganisationen der DDR, der Bürokommunikation, Fernseh- und Rundfunkgeräten, Urlaub und Schulbildung in der DDR.
Darüber hinaus gibt es eine Kantine und einen Vorführraum.

## Geschichte
Die Etage, in der das Museum untergebracht ist, diente in der DDR als Chemielabor für die Email-Forschung des Behälter- und Apparatebaus des Eisen- und Hüttenwerkes Thale. Nach der Stilllegung des Werkes im Jahr 1992 stand die Etage leer. Die noch aus der DDR-Zeit stammende Gebäudeausstattung blieb unverändert bestehen. Im Jahr 2000 eröffnete eine Familie Müller in den unteren Etagen des Gebäudes ein Möbelhaus. Die Familie entschloss sich dann zur Gründung des DDR-Museums und der Unterbringung in der leerstehenden 6. Etage. Die Eröffnung des Museums erfolgte am 1. Mai 2011, um 14.00 Uhr nach einem vorausgegangenen Maiumzug.